# Liste öffentlicher Kneipp-Anlagen im Landkreis Breisgau-Hochschwarzwald
In der Liste öffentlicher Kneipp-Anlagen im Landkreis Breisgau-Hochschwarzwald sind öffentliche Kneipp-Anlagen für Orte, die zum Landkreis Breisgau-Hochschwarzwald in Baden-Württemberg gehören, aufgeführt. Sie ist primär nach Orten sortiert, unabhängig davon, ob es sich um Ortsteile, Gemeinden oder Städte handelt. Kneipp-Anlagen können laut Kneipp-Bund in Form von Wassertretanlagen oder Armbecken vorliegen und unterliegen grundsätzlich nicht der Trinkwasserverordnung. Kneipp-Anlagen werden häufig künstlich angelegt. Daneben gibt es in den natürlichen Verlauf von Fließgewässern eingebettete Wassertretstellen. Kneippen ist eine Behandlungsmethode der Hydrotherapie, die auf der Grundlage von Sebastian Kneipp angewendet wird. Hierbei wird in kaltem Wasser auf der Stelle geschritten. In Armbecken werden die Arme bis zur Mitte der Oberarme ins kalte Wasser getaucht. Die Liste erhebt keinen Anspruch auf Vollständigkeit.

## Kneipp-Anlagen im Landkreis Breisgau-Hochschwarzwald
Derzeit sind im Landkreis Breisgau-Hochschwarzwald 29 öffentliche Kneipp-Anlagen erfasst (Stand: 8. Juni 2021):
| Bild             | Ort                       | Beschreibung                                                                                            | ↴ Zufluss / ↳ Abfluss | Standort                                                            |
| ---------------- | ------------------------- | --- | --------------------- | ------------------------------------------------------------------- |
|                  | Blasiwald                 | Wassertretstelle Schluchsee-Blasiwald                                                                   |                       | ⊙                                                                   |
|                  | Falkau                    | Kneipp-Anlage in Feldberg-Falkau                                                                        |                       | ⊙ Kuranlage                                                         |
|                  | Faulenfürst               | Wassertretstelle Schluchsee-Faulenfürst                                                                 |                       | ⊙ Zum Bildstöckle                                                   |
|                  | Fischbach                 | Wassertretstelle Schluchsee-Fischbach                                                                   |                       | ⊙                                                                   |
| (weitere Bilder) | Kleineisenbach            | Kneipp-Anlage mit Wassertretstelle und Armbad in Friedenweiler-Kleineisenbach                           | ↴↳ Klosterbach        | ⊙ Kleineisenbachstraße                                              |
|                  | Hinterzarten              | Kneipp-Anlage im "Herchenwäldele", einem kleinen Wald, der sich hinter dem Kurhaus befindet             |                       | ⊙ Albert-Ketterer-Weg                                               |
|                  | Kappel                    | Wassertretstelle "Im Kurgarten"                                                                         |                       | ⊙                                                                   |
|                  | Langenordnach             | Wassertretstelle Unterlangenordnach Balzenmühle – Unteres Wirtshaus, in Titisee-Neustadt-Langenordnach. |                       | ⊙                                                                   |
|                  | Lenzkirch                 | Kneipp-Anlage Lenzkirch                                                                                 | ↴↳ Haslach            | ⊙ Alfred-Hummel-Straße                                              |
|                  | Lenzkirch                 | Die Wassertretstelle Silberbrünnele befindet sich auf dem Weg Richtung Fischbach.                       | ↴↳ Schwendebächle     | ⊙ L 156                                                             |
|                  | Merzhausen                | Wassertretstelle am Dorfbach in Merzhausen                                                              | ↴↳ Dorfbach           | ⊙ Hexentalstraße                                                    |
|                  | Oberbergen                | Kneipp Anlage Oberbergen bei Vogtsburg im Kaiserstuhl                                                   |                       | ⊙                                                                   |
|                  | Oberbränd                 | Wassertretstelle bei Eisenbach-Oberbränd                                                                |                       | ⊙ Weibermoos                                                        |
|                  | Ruhbühl                   | Die Kneipp-Anlage befindet sich am Westrand von Lenzkirch-Ruhbühl                                       | ↴↳ Geschindbach       | ⊙ Hasenhofweg                                                       |
|                  | Rudenberg                 | Wassertretstelle Neustadt-Rudenberg                                                                     | ↴↳ unbenannter Bach   | ⊙ Rudenberg                                                         |
|                  | Saig                      | Wassertretstelle „An der Steig“, Lenzkirch-Saig                                                         |                       | ⊙ Steig                                                             |
|                  | Schluchsee                | Wassertretstelle Schluchsee am Sportplatz                                                               |                       | ⊙ Dresselbacher Straße 33                                           |
|                  | Schollach                 | | ↳ Schollach           | ⊙ rechts der Schollach gegenüber dem Schneckenhof                   |
|                  | Schönenbach               | Wassertretstelle Schluchsee-Schönenbach                                                                 |                       | ⊙ am Ende der Dorfstraße, beim Waldparkplatz Sportplatz Schönenbach |
|                  | Schwärzenbach             | Wassertretstelle Schwärzenbach Ahorn                                                                    |                       | ⊙                                                                   |
|                  | Schweighof                | Kneipp-Anlage bei Badenweiler-Schweighof                                                                | ↴↳ Altensteinbach     | ⊙ Altensteinweg                                                     |
|                  | St. Märgen                | Kneippanlagen St. Märgen                                                                                |                       | ⊙ Bächleweg                                                         |
|                  | St. Peter                 | Wassertretstelle mit schöner Aussicht und Picknickplatz unter Lindenbäumen.                             |                       | ⊙                                                                   |
|                  | Titisee-Neustadt-Neustadt | Wassertretstelle Neustadt Schottengrund – Felsele                                                       |                       | ⊙                                                                   |
|                  | Titisee-Neustadt-Neustadt | Kneipp-Anlage Neustadt Reichenbach                                                                      | ↴↳ Reichenbach        | ⊙                                                                   |
|                  | Titisee-Neustadt-Neustadt | Kneipp-Anlage Neustadt Fullbergstraße                                                                   |                       | ⊙ Fullbergstrasse                                                   |
|                  | Titisee-Neustadt-Neustadt | Kneipp-Anlage Neustadt Färbe                                                                            |                       | ⊙ Färbe                                                             |
|                  | Titisee-Neustadt-Neustadt | Kneipp-Anlage im Neustadter Kurgarten                                                                   |                       | ⊙ Kurgarten                                                         |
|                  | Titisee-Neustadt-Titisee  | Bruggerwald                                                                                             |                       | ⊙                                                                   |
|                  | Untermünstertal           | Kneipp-Anlage Untermünstertal                                                                           | ↴↳ Riggenbach         | ⊙                                                                   |
|                  | Waldau                    | Wassertretstelle Waldau Alte-Mühlenstraße                                                               |                       | ⊙ Alte-Mühlen-Straße                                                |